# Бесимер Бенд (Вајоминг)
Бесимер Бенд (енгл. Bessemer Bend) насељено је место без административног статуса у америчкој савезној држави Вајоминг.

## Демографија
По попису из 2010. године број становника је 199, што је 29 (17,1%) становника више него 2000. године.
| Група             | 2000.       | 2010.       |
| Белци             | 159 (93,5%) | 183 (92,0%) |
| Афроамериканци    | 0 (0,0%)    | 0 (0,0%)    |
| Азијати           | 0 (0,0%)    | 1 (0,5%)    |
| Хиспаноамериканци | 9 (5,3%)    | 11 (5,5%)   |
| Укупно            | 170         | 199         |